# Ourmia
Oroumieh [ɔʁumjɛ], (persan : ارومیه, azéri : Urmiya, kurde : Wurmê, syriaque : ܘܪܡܝܐ ; appelée رضائیه, Rezaiyeh sous les Pahlavi) est une ville du Nord-Ouest de l'Iran, capitale de la province de l'Azerbaïdjan occidental. La ville est située près des frontières de l'Iran avec l'Azerbaïdjan, l'Irak et la Turquie. Au recensement de 2012, sa population s'élève à 1 265 721 habitants pour 700 000 ménages.
Urmia est située à 596 km au nord-ouest de Téhéran et à 17 km de la rive ouest du lac d'Urmia, sur la route entre Khoy et Salmas vers Naghadeh et Piranshahr.
La ville se trouve dans une plaine fertile située à 1 330 mètres d'altitude, sur la rive ouest du lac d'Oroumieh, à proximité de la frontière turque. En 2007, Oroumieh est par sa population la dixième ville d'Iran. Sa population est majoritairement composée d'Azéris , aux côtés de minorités Kurdes, assyriennes et arméniennes.
L'université d'Ourmia (en) fut fondée en 1878 par Joseph Cochran, un missionnaire presbytérien américain. Il créa également une faculté de médecine qu'il dirigea avec des collègues médecins. Joseph Cochran et son équipe reposent dans un vieux cimetière des alentours d'Oroumieh.